# 元気イチバン!!ぶっちぎりプレイボール
元気イチバン!!ぶっちぎりプレーボールは、2003年秋から2010年3月29日まで大阪・朝日放送（ABCラジオ）が平日17:20から放送していたスポーツ番組である。
プロ野球シーズン期間中（17:25-17:55OA、試合のない日は18:45まで）は、ナイター中継（「ABCフレッシュアップベースボール」）の前番組として試合直前情報を、シーズンオフ期間中（17:30-18:29OA、2009年度は17:20-18:53）は、日替わりでABCプロ野球解説者をパートナーとしてスタジオに招き、ストーブリーグ情報や、各パートナーにちなんだ日替わりコーナーなどスポーツの話題を放送している。また金曜日はラグビーを特集する「ムキムキ!!ノーサイド劇場」（これは2002年度の「ABCフレッシュアップスタジアム」の時代から続くコーナー）もあった。
2008年度までのプロ野球シーズン期間中は17:30-17:55の放送であったが、2009年春からは17時台前半のTBSラジオ発全国ネット番組の整理により、開始が5分繰り上がった。そして同年秋から開始がさらに5分繰り上がった。
親番組である「元気イチバン!!芦沢誠です」終了に伴い、翌週から同番組の後番組である「武田和歌子のぴたっと。」が開始されることから、この枠も「フレッシュアップベースボール 野球にぴたっと。」に刷新されることになった。

## パーソナリティ
- 芦沢誠（ABCアナウンサー）
- 小川恵理子

## ナイターシーズンオフ
1995年度-2001年度までのナイターオフは解説者（メインパーソナリティー）・アナウンサーとアシスタントは全員が日替わりだったため、解説者の名前をタイトルの冠に付けていた（シーズン中は佐々木修で全曜日固定）。一時期は曜日ごとのサブタイトルを付けていたが、2002年度はサブタイトルなしで「○○のフレッシュアップスタジアム」という形を取っていた。
2003年から元気イチバン!!ぶっちぎりプレイボールにタイトルが変更されてからは、より統一感を持たせるため、タイトルだけでなくパーソナリティーのアナウンサー・アシスタントを全曜日固定とし、解説者と速報・レポートを担当するアナウンサーのみが日替わりという体裁になった。

### 2009年度

#### パートナー（ABCプロ野球解説者）
- 月曜日：吉田義男
- 火曜日：湯舟敏郎
- 水曜日：伊藤文隆
- 木曜日：福本豊
- 金曜日：有田修三

##### エピソード
- 2009年12月18日放送ではfeel the mind〜最上の出会い〜休止のため17時10分からのスタートとなった。

### 2008年度

#### パートナー（ABCプロ野球解説者）
- 月曜日：吉田義男
- 火曜日：湯舟敏郎
- 水曜日：真弓明信（-2008年12月31日）／有田修三（2009年1月7日-）

阪神タイガース新監督就任のため、真弓は12月いっぱいで降板。1月以降有田が水曜日・金曜日の2曜日を担当。
- 木曜日：福本豊
- 金曜日：有田修三

#### アナウンサー
スポーツ実況アナウンサーが日替わりで出演し、スポーツ情報を伝える。
- （月）枝松順一、（火）小縣裕介、（水）山下剛、（木）岩本計介、（金）田野和彦

### 2007年度

#### パートナー（ABCプロ野球解説者）
- 月曜日　　吉田義男
- 火曜日　　真弓明信
- 水曜日　　湯舟敏郎
- 木曜日　　福本豊
- 金曜日　　有田修三

#### タイムテーブル
- 17:30　オープニング
- 17:35　プロ野球ぶっちぎり情報局 猛虎中心主義
- 17:50　スポーツフラッシュ
- 17:58　時報CMまでのクッション
- 18:00　ABC朝日ニュース
- 18:03　ABC交通情報
- 18:05　元気イチバン!スポーツ横丁

（月）吉田義男のライバル居てこそ猛虎あり！
（火）真弓明信の斬り込みEVENING
（水）湯舟敏郎のタイガース交友録
（木）日本全国・味対決！
（金）ムキムキ!!ノーサイド劇場
- 18:27  キーワードで1万円、エンディング
- 18:29　終了

### 2006年度

#### パートナー（ABCプロ野球解説者）
- 月曜　吉田義男
- 火曜　真弓明信
- 水曜　湯舟敏郎
- 木曜　福本豊
- 金曜　有田修三

#### タイムテーブル
- 17:30　オープニング
- 17:35　プロ野球ぶっちぎり情報局 猛虎中心主義
- 17:50　スポーツフラッシュ
- 17:58　時報CMまでのクッション
- 18:00　ABC朝日ニュース
- 18:03　ABC交通情報
- 18:05　元気イチバン!スポーツ横丁

（月）吉田義男のタイガース回顧録
（火）真弓明信のパリスタ
（水）湯舟敏郎の放課後・課外授業
（木）福本豊のタコヤキ・クリニック
（金）ムキムキ!!ノーサイド劇場
- 18:27  キーワードで1万円、エンディング
- 18:29　終了

### 2005年度

#### パートナー（ABCプロ野球解説者）
- 月曜　湯舟敏郎
- 火曜　吉田義男
- 水曜　真弓明信
- 木曜　福本豊
- 金曜　有田修三

#### タイムテーブル
- 17:30　オープニング
- 17:35　プロ野球ぶっちぎり情報局 猛虎中心主義　（提供：全国書籍出版）
- 17:50　スポーツフラッシュ
- 17:58　時報CMまでのクッション
- 18:00　ABC朝日ニュース
- 18:03　ABC交通情報
- 18:05　元気イチバン!スポーツ横丁
  - （月）湯舟敏郎のトシロー見聞録
  - （火）吉田義男のそんなんありましたなぁ〜　（提供：さくらタクシー）
  - （水）真弓明信の気分はラッキー7（提供：さくらタクシー）
  - （木）福本豊のタコヤキ道場　（提供：さくらタクシー）
  - （金）ムキムキ!ノーサイド劇場　（提供：関西ラグビーフットボール協会、霧島酒造）
- 18:27  キーワードで1万円、エンディング
- 18:29　終了

## ナイターシーズン中

### 2008年度

#### パートナー（ABCプロ野球解説者）
- （月・火）　湯舟敏郎
- （水）　　　真弓明信
- （木）　　　福本豊
- （金）　　　有田修三

### 2007年度

#### パートナー（ABCプロ野球解説者）
- （月・水）　湯舟敏郎
- （火） 福本豊
- （木・金）　木戸克彦

### 2006年度

#### パートナー（ABCプロ野球解説者）
- （月）〜（水）　湯舟敏郎
- （木）〜（金）　木戸克彦

### 2005年度

#### パートナー（ABCプロ野球解説者）
- （月）〜（水）　佐々木修
- （木）〜（金）　湯舟敏郎

#### タイムテーブル
2008年度までのもの。
- 17:30　オープニング、球場から情報
- 17:40　ABC朝日ニュース
- 17:43　ここがポイント!!
  - （月）修の野球なんでも相談室
- 17:47　コマツ・メジャーショウアップ　（提供：コマツ）
- 17:50　フロム・ザ・ダッグアウト
  - （月）修のぶっちぎりダービー
- 17:55　ABCフレッシュアップベースボール

## 番組の歴史
この番組は元々2003年度の下半期（ナイターシーズンオフ　10月〜3月）に元気イチバン!!芦沢誠ですの第2部として始めたスポーツコーナーが原点で、2004年度から上半期（ナイターシーズン　4月〜9月）のABCフレッシュアップナイターの前座番組として独立した。

## サタデーぶっちぎりプレーボール
「サタデーぶっちぎりプレーボール」とは、ナイター中継がある土曜日の夕方17時30分から17時55分まで放送しているスポーツ番組である。「ABCフレッシュアップベースボール」の前座番組で、平日に放送している「元気イチバン!!ぶっちぎりプレイボール」の土曜日版である。番組フォーマットやコーナーなどもほぼ平日版と同じである。2007年4月21日放送開始。なお、2008年1月より「蕭秀華のMUSIC CUBE」がこの時間に放送されることになったため、結果的に2007年度のみの放送となった。

### 出演者
- 枝松順一（ABCアナウンサー）
- 清水理恵子
- パートナー

その日の「ABCフレッシュアップJAM」に出演したABCプロ野球解説者が担当する。
- 阪神戦がデーゲームの時は、放送なし（早く終了した場合は17:56まで「フレッシュアップJAM」を続ける）

### 特記事項
- 日曜ナイターが延長され、昔むかしのあるところの放送が休止された場合は、ネットスポンサー協賛付き番組の性質上土曜日17:25から55分に延期して放送する場合があり、その場合サタデーぶっちぎりプレーボールの放送は割愛される。

## 関連番組
- 元気イチバン!!芦沢誠です
- ABCフレッシュアップベースボール

| ABCラジオ 平日17:20〜（ナイター中継前番組枠） | ABCラジオ 平日17:20〜（ナイター中継前番組枠） | ABCラジオ 平日17:20〜（ナイター中継前番組枠）                                         |
| 前番組                                        | 番組名                                        | 次番組                                                                                |
| --------------------------------------------- | --------------------------------------------- | ------------------------------------------------------------------------------------- |
| ABCフレッシュアップスタジアム                 | 元気イチバン!!ぶっちぎりプレイボール          | 北村真平のとっておき情報(月-金) フレッシュアップベースボール 野球にぴたっと。 17:25〜 |